# Verwaltungsgemeinschaft Pforzen
Die Verwaltungsgemeinschaft Pforzen im schwäbischen Landkreis Ostallgäu besteht seit der Gemeindegebietsreform am 1. Mai 1978. Ihr gehören als Mitgliedsgemeinden an:
1. Irsee, Markt, 1540 Einwohner, 17,44 km²
2. Pforzen, 2419 Einwohner, 23,69 km²
3. Rieden, 1382 Einwohner, 8,41 km²

Sitz der Verwaltungsgemeinschaft ist Pforzen.